# Carlo Ljubek
Carlo Ljubek (* 21. Mai 1976 in Bocholt; eigentlich Hrvoje-Carlo Ljubek) ist ein deutscher Schauspieler.

## Leben
Carlo Ljubek wurde als Sohn kroatischer Migranten in Bocholt geboren, wo er die städtische katholische Ludgerusschule besuchte und anschließend in der Arnold-Janssen-Schule den Realschulabschluss machte. Mit 16 Jahren kam er nach München, wo er eine Ausbildung als Industriekaufmann abschloss, nebenbei gehörte er als aktiver Fußballspieler auch zum Nachwuchsaufgebot des TSV 1860 München. Anschließend holte er sein Abitur am Köln-Kolleg nach und begann dann in Köln, Deutsch und Geschichte zu studieren. 
Von 1999 bis 2002 machte er in München an der Otto-Falckenberg-Schule seine Schauspielausbildung. In den Münchner Kammerspielen, denen diese Schule angegliedert ist, trat er unter anderem in der Komödie Was ihr wollt von William Shakespeare auf. Von 2002 bis 2007 spielte er am Staatstheater Wiesbaden, wo er ein Gastengagement hatte. Seit der Spielzeit 2007/2008 hatte er einen festen Vertrag am Schauspielhaus Köln, wo er als Siegfried in Die Nibelungen sowie als Jason an der Seite von Maria Schrader in Das goldene Vlies auftrat. Seit der Spielzeit 2013/2014 ist er in Hamburg am Deutschen SchauSpielHaus engagiert.
Nach seinen ersten Auftritten in Film und Fernsehen spielte er 2003 in weiteren Kinoproduktionen wie Kammerflimmern von Hendrik Hölzemann, Sherry Hormanns Fußballkomödie Männer wie wir, sowie dem Episodenspielfilm Die Österreichische Methode.
Ljubek erhielt einen Ensemble-Preis beim 13. Bundeswettbewerb Deutschsprachiger Schauspielstudierender Essen, 2002. 2017 wurde er für seine Rolle als Dorfrichter Adam in Der zerbrochne Krug am Deutschen Schauspielhaus mit dem Theaterpreis Hamburg – Rolf Mares ausgezeichnet. Seit Herbst 2022 ist er Mitglied der Deutschen Filmakademie.
Im November 2024 wurde bekannt, dass Ljubek ab 2026 Nachfolger von Batic und Leitmayr im Münchner Tatort wird, wo er als Kriminalhauptkommissar Nikola Buvak zusammen mit Ferdinand Hofer, der seit 2014 den Assistenten Kalli Hammermann spielt, ermitteln wird.

## Theater

### 1999 bis 2002, Münchner Kammerspiele
- Golem, Regie: Carsten Dane, Christopher Blenkinsop
- Was ihr wollt (Shakespeare), Regie: Erich Sidler
- Wegen zu geschlossen, Regie: Dominik Flaschka

### 2002 bis 2007, Staatstheater Wiesbaden
- Ein Sommernachtstraum (Shakespeare), Regie: Manfred Beilharz, Rolle: Lysander
- Don Karlos (Schiller), Regie: András Fricsay, Rolle: Don Carlos, Infant von Spanien
- Hamlet (Shakespeare), Regie: Tilman Gersch, Rolle: Hamlet, Prinz von Dänemark
- Hase Hase (Coline Serreau), Regie: Pavel Mikulastik, Rollen: Polizist 1, Sprecher, kleiner Soldat
- Kur Guerilla (John von Düffel), Regie: Beat Fäh Rolle: Manuel
- Leonce und Lena (Georg Büchner), Regie: Tilman Gersch, Rolle: Leonce
- Plastilin (Wassilij Sigarew), Regie: Rüdiger Burbach, Rolle: Maxim
- Was ihr wollt (Shakespeare), Regie: Tillmann Gersch, Rollen: Fabian, Sebastian

### 2007 bis 2011 Kölner Schauspiel
- Die Nibelungen (Friedrich Hebbel), Regie: Karin Beier, Rollen: Siegfried, Etzels Lakai
- Der Menschenfeind (Molière), Regie: Karin Henkel, Rolle: Philinte
- Das goldene Vlies (Franz Grillparzer), Regie: Karin Beier, Rollen: Jason, Phryxus
- Faust I (Johann Wolfgang von Goethe), Regie: Laurent Chétouane
- Spieltrieb (Juli Zeh), Regie: Jette Steckel, Rolle: Alev
- Kasimir und Karoline (Ödön von Horváth), Regie: Johan Simons
- Das Fest (Thomas Vinterberg und Mogens Rukov), Regie: Dieter Giesing, Rolle: Christian

### 2009 bis 2011 Maxim Gorki Theater, Berlin
- Zornig geboren (Darja Stocker), Regie Armin Petras, Rolle: Micha
- We are Blood (Fritz Kater aka Armin Petras), Regie Armin Petras

## Filmografie
- 2000: Volltanken (Kurzfilm)
- 2000: Meine Tochter darf es nie erfahren
- 2001: Die Verbrechen des Professor Capellari (Fernsehserie, 2 Folgen)
- 2003: Heimkehr
- 2003: Affäre zu dritt
- 2004: Männer wie wir
- 2004: Kammerflimmern
- 2005: Gisela
- 2005: Stürmisch verliebt
- 2006: Die Österreichische Methode
- 2006: Wie Licht schmeckt
- 2006: Deutschmänner
- 2006: Rabenbrüder
- 2006: Lulu
- 2006: Stubbe – Von Fall zu Fall: Verhängnisvolle Freundschaft (Fernsehreihe)
- 2007: Unter anderen Umständen: Bis dass der Tod euch scheidet (Fernsehreihe)
- 2007: Teufelsbraten
- 2008: Die Welt ist groß und Rettung lauert überall
- 2008: Der Baader Meinhof Komplex
- 2008: Kommissar Stolberg (Fernsehserie, Folge Blutgrätsche)
- 2009: Schuldig
- 2009: Jedem das Seine
- 2009: Bloch: Tod eines Freundes (Fernsehreihe)
- 2009: SOKO Köln (Fernsehserie, Folge: Abgeschossen)
- 2010: Der verlorene Vater
- 2010: Hollywood Drama (Kurzfilm)
- 2010: Die blaue Periode (Kurzfilm)
- 2010: Shahada
- 2010: Satte Farben vor Schwarz
- 2010: Der Kriminalist (Fernsehserie, Folge Tod eines Begleiters)
- 2011: Die zertanzten Schuhe
- 2012: Der Fall Jakob von Metzler
- 2013: Westen
- 2014: Die Pilgerin (Fernsehzweiteiler)
- 2014: Tatort: Zirkuskind (Fernsehreihe)
- 2014: Tatort: Kopfgeld
- 2014: Honig im Kopf
- 2015: Altes Geld (Fernsehserie, 7 Folgen)
- 2015: Die Stadt und die Macht (Fernsehserie, 6 Folgen)
- 2016: Das Programm
- 2016: Winnetou – Der Mythos lebt (Fernsehdreiteiler)
- 2017: Luna
- 2017: Atempause
- 2017: Das Leben danach
- 2018: Kill Me Today, Tomorrow I’m Sick! (Kino)
- 2018: Tatort: Damian
- 2018: Beat (Fernsehserie)
- 2019: Ein Wochenende im August
- 2019: Skylines (Fernsehserie)
- 2020: Über die Grenze: Racheengel (Fernsehreihe)
- 2020: Der gute Bulle – Nur Tote reden nicht (Fernsehreihe)
- 2020: Girl Meets Boy (Kurzspielfilm)
- 2020: Auf dünnem Eis
- 2022: Safe (Fernsehserie zu Kinderpsychologie, 8 Folgen)
- 2023: Schlafende Hunde
- 2023: Sophia, der Tod und ich
- 2023: Tatort: Das Wunderkind
- 2024: Alle die Du bist

### Fremdsprachige Filme
Drei Filme mit Ljubek, in denen er einen Hauptcharakter spielt, beinhalten fremdsprachlichen Originalton. In Heimkehr sprechen einige Protagonisten neben (teils gebrochenem) Deutsch auch Kroatisch, so auch Ljubek, ebenso in Jedem das Seine. In Die Welt ist groß und Rettung lauert überall spricht Ljubek für seine Hauptrolle Alexander den größten Teil Text auf Bulgarisch.